# بروتوس همیلتون
بروتوس همیلتون (انگلیسی: Brutus Hamilton؛ ۱۹ ژوئیه ۱۹۰۰ – December 28, 1970 (aged 70)) ورزشکار دو و میدانی اهل ایالات متحده آمریکا بود.
وی در مسابقات کشوری و بین‌المللی در مجموع برندهٔ ۱ مدال نقره شده‌است.